# ایناری (فنلاند)
ایناری (به فنلاندی: Inari) یک شهرداری در فنلاند است. ایناری از نظر مساحت بزرگترین شهرداری فنلاند و از نظر جمعیت کم‌تراکم‌ترین آن‌هاست و با داشتن چهار زبان رسمی بیشترین تعداد زبان رسمی را در کشور دارد. منابع عمده درآمد آن گردشگری، صنعت خدمات و آزمایش آب و هوای سرد است. فرودگاه ایوالو به این منطقه خدمت می‌رساند. ایناری یکی از مراکز فرهنگی مردم سامی است.

## تاریخ
شهرداری ایناری در سال ۱۸۷۶ تأسیس شد.

## مردم‌شناسی

### جمعیت
جمعیت شهرداری ایناری بر اساس سرشماری سال ۲۰۲۰ برابر با ۶٬۸۵۵ تن بود. تراکم جمعیت در آن نیز ۰٫۴۶ نفر بر کیلومتر مربع محاسبه شده‌است.

### زبان‌ها
این شهرداری دارای چهار زبان رسمی است: فنلاندی، سامی ایناری (حدود ۴۰۰ گویشور)، سامی اسکولت (حدود ۴۰۰ گویشور) و سامی شمالی (حدود ۷۰۰ گویشور). برآورد تعداد افرادی که به هر یک از زبان‌های سامی تسلط دارند با تعداد افرادی که آن‌ها را در سرشماری‌ها به عنوان زبان مادری خود ثبت می‌کنند متفاوت است. از جمعیت کل ۶٬۸۶۳ نفری در سال ۲۰۱۰، ۶٬۳۶۶ نفر فنلاندی و ۴۰۰ نفر یکی از زبان‌های سامی را به عنوان زبان مادری خود ثبت کردند. ۹۷ نفر دیگر نیز زبان مادری خود را زبان‌های دیگری ثبت کردند.

## آب‌وهوا
ایناری دارای آب و هوایی خنک و مرطوب با زمستان‌هایی نسبتاً سرد و تابستان‌های خنک است.
| داده‌های اقلیم فرودگاه ایوالو، دوره ۱۹۸۱ تا ۲۰۱۰، بیشینه و کمینه‌ها ۱۹۲۵ تاکنون          | داده‌های اقلیم فرودگاه ایوالو، دوره ۱۹۸۱ تا ۲۰۱۰، بیشینه و کمینه‌ها ۱۹۲۵ تاکنون | داده‌های اقلیم فرودگاه ایوالو، دوره ۱۹۸۱ تا ۲۰۱۰، بیشینه و کمینه‌ها ۱۹۲۵ تاکنون | داده‌های اقلیم فرودگاه ایوالو، دوره ۱۹۸۱ تا ۲۰۱۰، بیشینه و کمینه‌ها ۱۹۲۵ تاکنون | داده‌های اقلیم فرودگاه ایوالو، دوره ۱۹۸۱ تا ۲۰۱۰، بیشینه و کمینه‌ها ۱۹۲۵ تاکنون | داده‌های اقلیم فرودگاه ایوالو، دوره ۱۹۸۱ تا ۲۰۱۰، بیشینه و کمینه‌ها ۱۹۲۵ تاکنون | داده‌های اقلیم فرودگاه ایوالو، دوره ۱۹۸۱ تا ۲۰۱۰، بیشینه و کمینه‌ها ۱۹۲۵ تاکنون | داده‌های اقلیم فرودگاه ایوالو، دوره ۱۹۸۱ تا ۲۰۱۰، بیشینه و کمینه‌ها ۱۹۲۵ تاکنون | داده‌های اقلیم فرودگاه ایوالو، دوره ۱۹۸۱ تا ۲۰۱۰، بیشینه و کمینه‌ها ۱۹۲۵ تاکنون | داده‌های اقلیم فرودگاه ایوالو، دوره ۱۹۸۱ تا ۲۰۱۰، بیشینه و کمینه‌ها ۱۹۲۵ تاکنون | داده‌های اقلیم فرودگاه ایوالو، دوره ۱۹۸۱ تا ۲۰۱۰، بیشینه و کمینه‌ها ۱۹۲۵ تاکنون | داده‌های اقلیم فرودگاه ایوالو، دوره ۱۹۸۱ تا ۲۰۱۰، بیشینه و کمینه‌ها ۱۹۲۵ تاکنون | داده‌های اقلیم فرودگاه ایوالو، دوره ۱۹۸۱ تا ۲۰۱۰، بیشینه و کمینه‌ها ۱۹۲۵ تاکنون | داده‌های اقلیم فرودگاه ایوالو، دوره ۱۹۸۱ تا ۲۰۱۰، بیشینه و کمینه‌ها ۱۹۲۵ تاکنون |
| ماه                                                                                    | ژانویه                                                                        | فوریه                                                                         | مارس                                                                          | آوریل                                                                         | مه                                                                            | ژوئن                                                                          | ژوئیه                                                                         | اوت                                                                           | سپتامبر                                                                       | اکتبر                                                                         | نوامبر                                                                        | دسامبر                                                                        | سال                                                                           |
| -------------------------------------------------------------------------------------- | ----------------------------------------------------------------------------- | ----------------------------------------------------------------------------- | ----------------------------------------------------------------------------- | ----------------------------------------------------------------------------- | ----------------------------------------------------------------------------- | ----------------------------------------------------------------------------- | ----------------------------------------------------------------------------- | ----------------------------------------------------------------------------- | ----------------------------------------------------------------------------- | ----------------------------------------------------------------------------- | ----------------------------------------------------------------------------- | ----------------------------------------------------------------------------- | ----------------------------------------------------------------------------- |
| سابقهٔ بیش‌ترین °C (°F)                                                                  | ۶٫۳ (۴۳)                                                                      | ۶٫۹ (۴۴)                                                                      | ۱۱٫۰ (۵۲)                                                                     | ۱۶٫۴ (۶۲)                                                                     | ۲۸٫۲ (۸۳)                                                                     | ۳۱٫۷ (۸۹)                                                                     | ۳۱٫۸ (۸۹)                                                                     | ۳۱٫۴ (۸۹)                                                                     | ۲۴٫۴ (۷۶)                                                                     | ۱۲٫۸ (۵۵)                                                                     | ۸٫۶ (۴۷)                                                                      | ۷٫۴ (۴۵)                                                                      | ۳۱٫۸ (۸۹)                                                                     |
| میانگین بیش‌ترین °C (°F)                                                                | −۸٫۵ (۱۷)                                                                     | −۷٫۷ (۱۸)                                                                     | −۲٫۶ (۲۷)                                                                     | ۲٫۹ (۳۷)                                                                      | ۸٫۹ (۴۸)                                                                      | ۱۵٫۴ (۶۰)                                                                     | ۱۸٫۸ (۶۶)                                                                     | ۱۵٫۸ (۶۰)                                                                     | ۹٫۹ (۵۰)                                                                      | ۲٫۸ (۳۷)                                                                      | −۳٫۸ (۲۵)                                                                     | −۷٫۱ (۱۹)                                                                     | ۳٫۷ (۳۹)                                                                      |
| میانگین روزانه °C (°F)                                                                 | −۱۲٫۸ (۹)                                                                     | −۱۲٫۰ (۱۰)                                                                    | −۷٫۴ (۱۹)                                                                     | −۱٫۶ (۲۹)                                                                     | ۴٫۵ (۴۰)                                                                      | ۱۰٫۶ (۵۱)                                                                     | ۱۴٫۰ (۵۷)                                                                     | ۱۱٫۴ (۵۳)                                                                     | ۶٫۲ (۴۳)                                                                      | ۰٫۱ (۳۲)                                                                      | −۷٫۱ (۱۹)                                                                     | −۱۱٫۲ (۱۲)                                                                    | −۰٫۴ (۳۱)                                                                     |
| میانگین کم‌ترین °C (°F)                                                                 | −۱۷٫۵ (۱)                                                                     | −۱۶٫۸ (۲)                                                                     | −۱۲٫۵ (۱۰)                                                                    | −۶٫۵ (۲۰)                                                                     | ۰٫۲ (۳۲)                                                                      | ۶٫۱ (۴۳)                                                                      | ۹٫۶ (۴۹)                                                                      | ۷٫۳ (۴۵)                                                                      | ۲٫۸ (۳۷)                                                                      | −۲٫۶ (۲۷)                                                                     | −۱۰٫۷ (۱۳)                                                                    | −۱۵٫۶ (۴)                                                                     | −۴٫۷ (۲۴)                                                                     |
| سابقهٔ کم‌ترین °C (°F)                                                                   | −۴۸٫۹ (−۵۶)                                                                   | −۴۸٫۶ (−۵۵)                                                                   | −۳۹٫۹ (−۴۰)                                                                   | −۲۹٫۸ (−۲۲)                                                                   | −۱۵٫۸ (۴)                                                                     | −۳٫۳ (۲۶)                                                                     | −۰٫۱ (۳۲)                                                                     | −۳٫۵ (۲۶)                                                                     | −۱۱٫۶ (۱۱)                                                                    | −۲۷٫۶ (−۱۸)                                                                   | −۳۴٫۳ (−۳۰)                                                                   | −۴۲٫۰ (−۴۴)                                                                   | −۴۸٫۹ (−۵۶)                                                                   |
| بارندگی میلی‌متر (اینچ)                                                                 | ۲۳ (۰٫۹۱)                                                                     | ۲۲ (۰٫۸۷)                                                                     | ۲۲ (۰٫۸۷)                                                                     | ۲۶ (۱٫۰۲)                                                                     | ۳۸ (۱٫۵)                                                                      | ۵۲ (۲٫۰۵)                                                                     | ۷۵ (۲٫۹۵)                                                                     | ۷۵ (۲٫۹۵)                                                                     | ۴۶ (۱٫۸۱)                                                                     | ۴۱ (۱٫۶۱)                                                                     | ۲۸ (۱٫۱)                                                                      | ۲۴ (۰٫۹۴)                                                                     | ۴۷۲ (۱۸٫۵۸)                                                                   |
| میانگین روزهای بارندگی                                                                 | ۸                                                                             | ۶                                                                             | ۶                                                                             | ۶                                                                             | ۹                                                                             | ۹                                                                             | ۱۱                                                                            | ۱۱                                                                            | ۹                                                                             | ۹                                                                             | ۸                                                                             | ۷                                                                             | ۹۹                                                                            |
| منبع شماره ۱:                                                                          |                                                                               |                                                                               |                                                                               |                                                                               |                                                                               |                                                                               |                                                                               |                                                                               |                                                                               |                                                                               |                                                                               |                                                                               |                                                                               |
| منبع شماره ۲: record highs and lows 1961- present FMI(record highs and lows 1925-1961) |                                                                               |                                                                               |                                                                               |                                                                               |                                                                               |                                                                               |                                                                               |                                                                               |                                                                               |                                                                               |                                                                               |                                                                               |                                                                               |